# Улица Культуры (Колпино)
У́лица Культу́ры — улица в городе Колпино Колпинского района Санкт-Петербурга. Проходит от набережной Комсомольского канала до Соборной улицы. В начале улицы через Комсомольский канал переброшен Думский мост.

## История
С 1870-х годов называлась 2-й Го́рской улицей. В 1882 году была переименована в Ти́хвинскую улицу — по приделу и часовне Тихвинской иконы Божией Матери, находившейся поблизости от церкви Святой Троицы (не сохранилась). В 1918 году её переименовали в улицу Культуры — в связи с тем, что на ней располагались Политкульт и клуб «Новая культура».

## Застройка
- № 1 — здание детского приюта святого Николая Чудотворца, 1883 г., 1911 г. (перестройка), автор проекта — гражданский инженер А. С. Игнатьев. Сейчас Детская школа искусств имени П. И. Чайковского.
- № 2 — здание городских торговых бань, 1909—1910 гг., автор проекта — гражданский инженер С. П. Кондратьев. Сейчас баня № 1 города Колпино.
- № 5 (улица Труда, 7) — магазин № 3 общества потребителей Ижорского завода, в дальнейшем Колпинский Дом торговли, 1955 г.
- № 17 — Колпинский районный суд
- Четную сторону от улицы Правды до Октябрьской улицы занимает сад Урицкого.

## Перекрёстки
- набережная Комсомольского канала
- улица Труда
- улица Правды
- Октябрьская улица

## Галерея

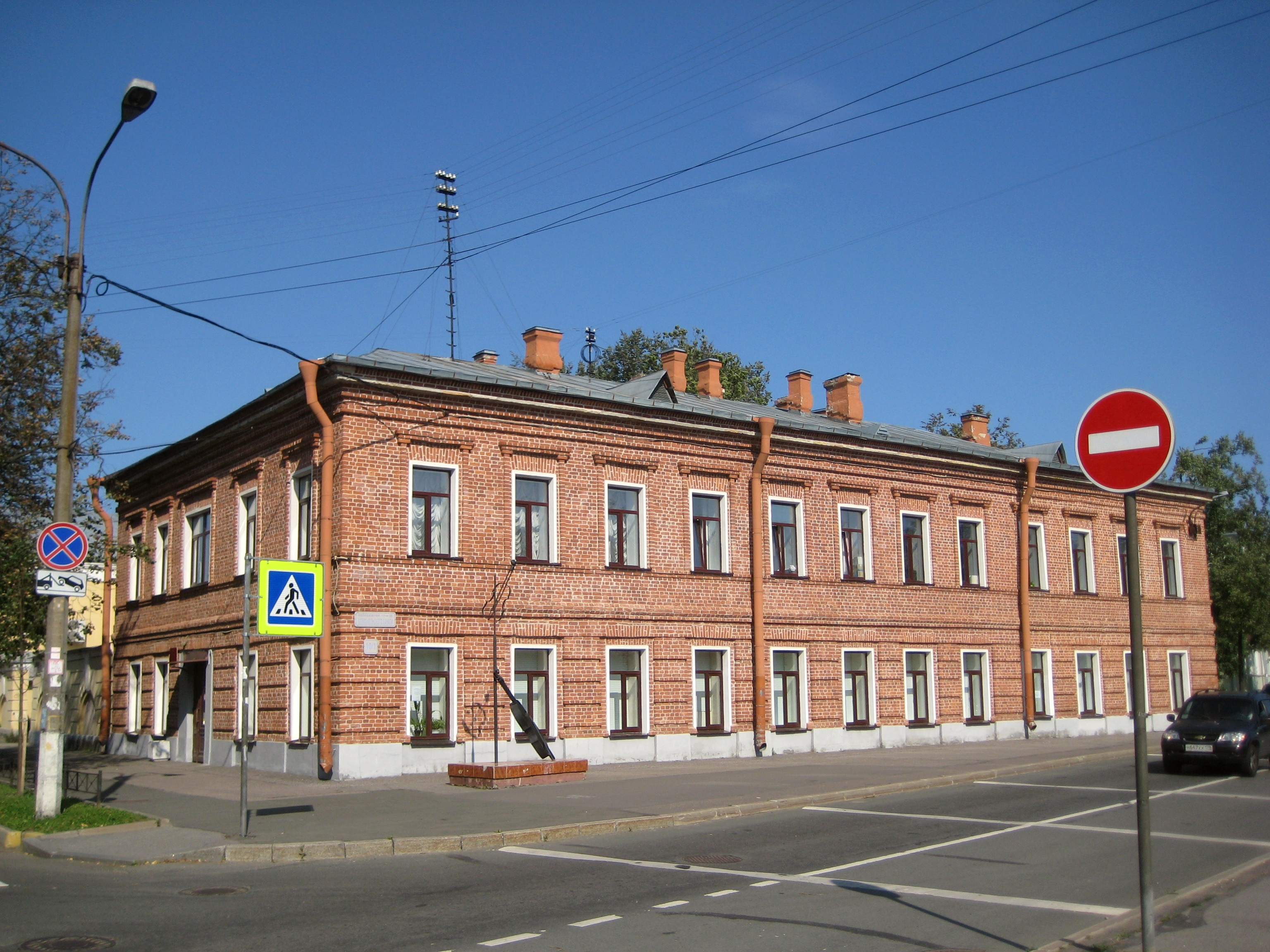
Детская школа искусств
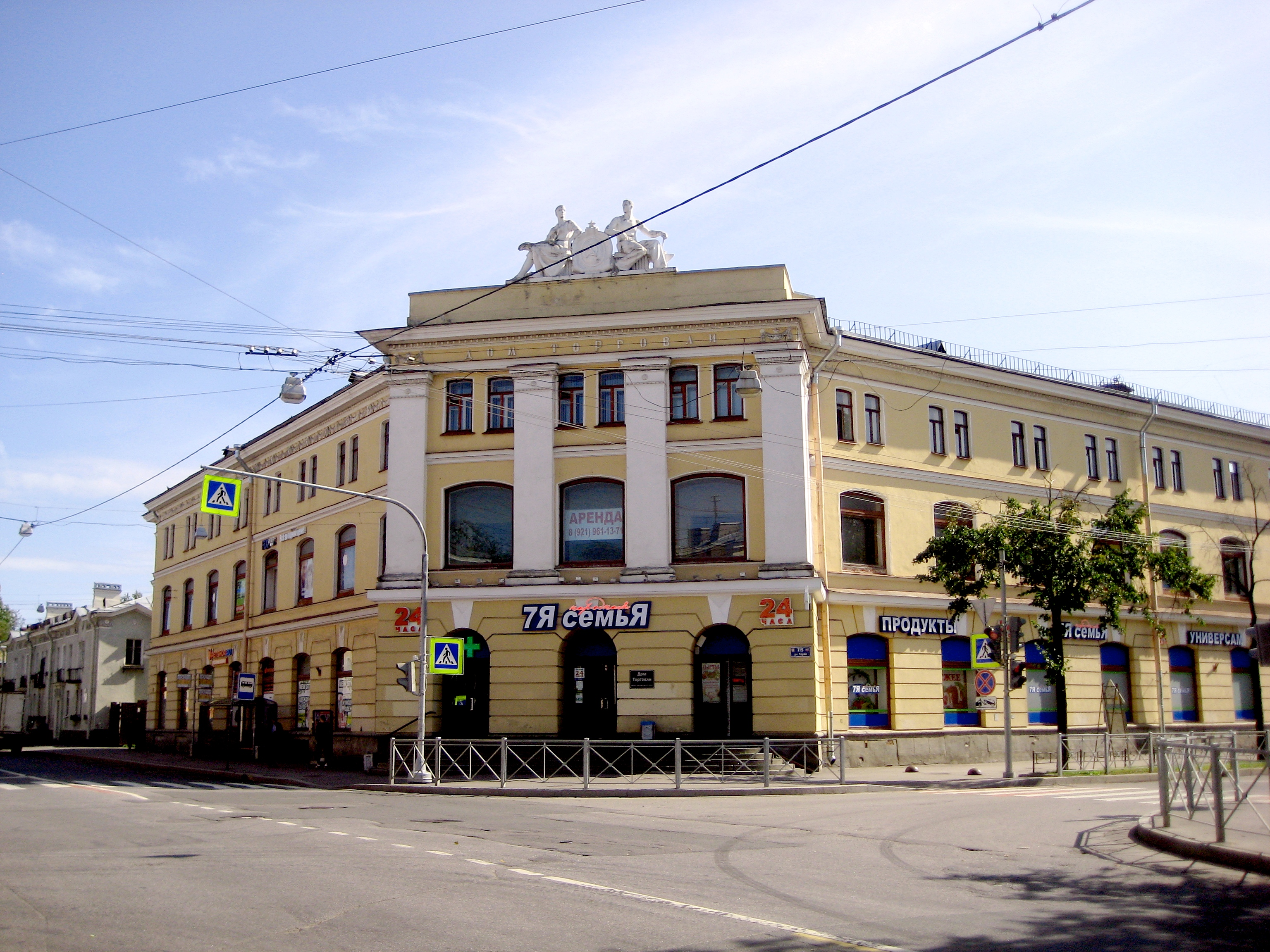
Бывший Дом торговли
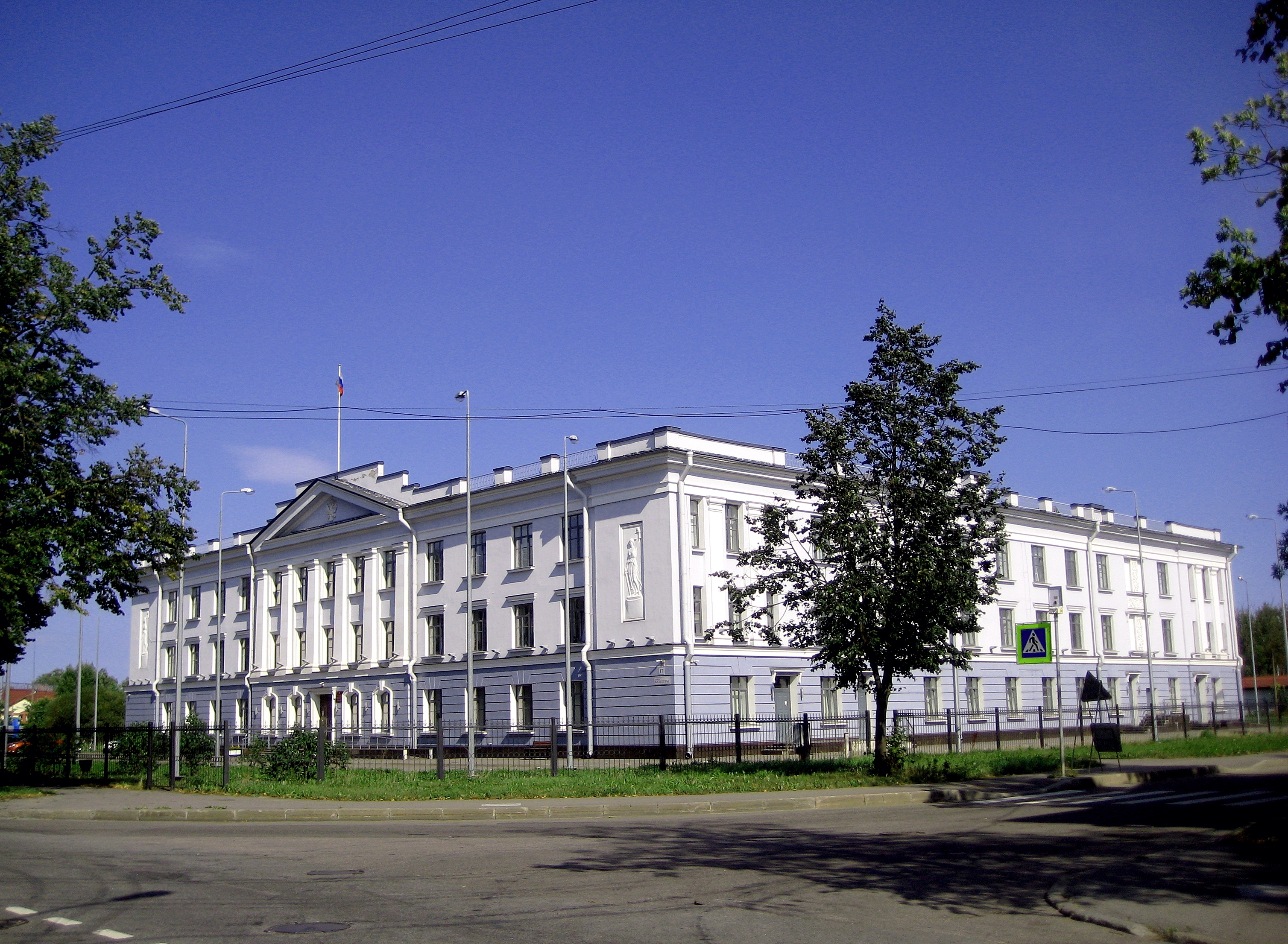
Здание районного суда
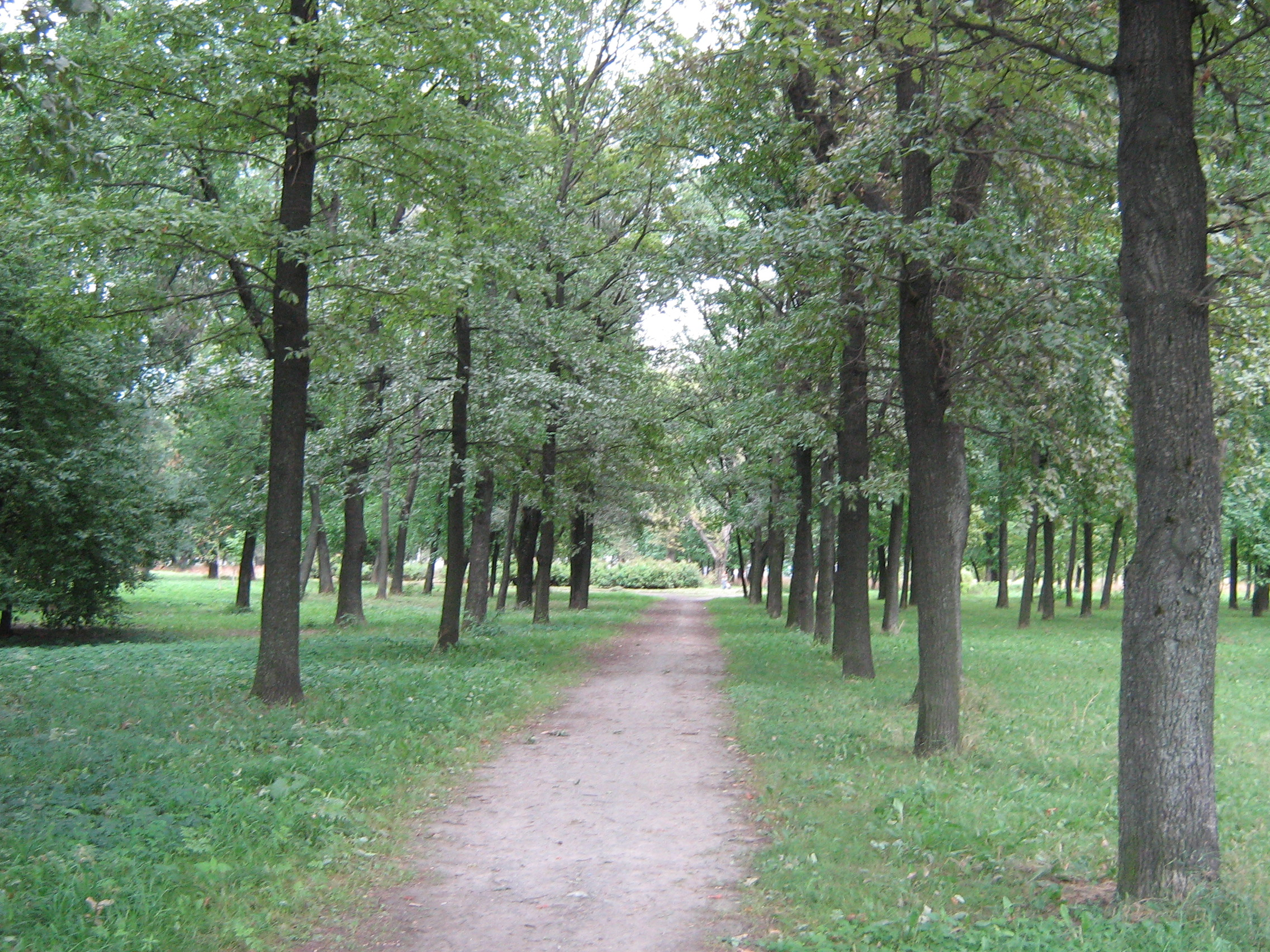
Сад Урицкого